# مزرعة مهرانغر (رودبار)
مزرعة مهرانغر (بالإنجليزية: Mazraeh-ye Maharangar)‏ هي مستوطنة تقع في إيران في قسم رودبار الريفي. يقدر عدد سكانها بـ 18 نسمة .